# Ludeko von Pomesanien
Ludeko, auch bekannt unter dem Namen Lutho von Baldersheim († vermutlich 31. August 1321 in Marienwerder), war Bischof von Pomesanien.

## Leben
Der Priester des Deutschen Ordens war seit 1291 Domherr in Pomesanien. Als Kompromisskandidat wählte ihn das Domkapitel 1309 zum Bischof, doch verweigerte ihm der Erzbischof von Riga aufgrund seiner Ordenszugehörigkeit die Bestätigung und Weihe. Papst Clemens V. übergab nun die Untersuchung seines Falles dem Kardinalpriester von S. Eusebio und ab Juni 1310 dem Erzbischof von Hamburg. Der Deutsche Orden appellierte schon bald an den Papst, da das durch die heidnischen Prußen bedrohte Bistum nicht lange vakant bleiben dürfte. Trotzdem dauerte der Prozess an. Schließlich begab sich Ludeko persönlich an den päpstlichen Hof in Avignon, wo er eine Übergabe seiner Angelegenheit an den Kardinal Jakob Colonna erreichte. Schließlich verzichtete Ludeko 1319 vor dem Kardinaldiakon Bertrand de Montefaventio auf das Bistum und alle ihm durch die Wahl zustehenden Rechte darauf, so dass ihm Papst Johannes XXII. das Bistum am 3. Dezember 1319 aus eigener Vollmacht verlieh. Nachdem der Erzbischof von Riga über diesen Schritt benachrichtigt worden war, empfing Ludeko durch den Kardinal Nikolaus Alberti die Bischofsweihe und versprach am 15. Dezember 1319 die Zahlung der Servitien in Höhe von 1.100 Florin, wie auch eine Zahlung von 5.000 Florin für die nun 10-jährige Sedisvakanz, in welcher er dem Bistum nur als Elekt vorgestanden hatte. Faktisch begannen die Zahlungen jedoch erst unter seinem Nachfolger.
Noch in Avignon verklagte er sein Domkapitel, da es in den vergangenen 10 Jahren verschiedene Güter des Bischofs verpfändet und veräußert hatte. Nachdem Papst Johannes XXII. 1316 den Dompropst von Kulm mit der Untersuchung der Angelegenheit vertraut hatte, wurde der Streit wohl 1319 beigelegt.
Nachdem Ludeko in der 1. Hälfte des Jahres 1320 in sein Bistum heimgekehrt war, starb er schon 1321 in Marienwerder, in dessen Pfarrkirche er wohl auch sein Grab fand.